# Arsgir
Arsgir (russisch Арзгир) ist ein Dorf in der Region Stawropol (Russland) mit 14.722 Einwohnern (Stand 14. Oktober 2010).

## Geographie
Der Ort liegt in der hügeligen Steppenlandschaft des nördlichen Kaukasusvorlandes, südlich der Manytschniederung, etwa 180 Kilometer Luftlinie ostnordöstlich des Regionsverwaltungszentrums Stawropol. Durch Arsgir fließt das in den Sommermonaten regelmäßig austrocknende, ansonsten salziges Wasser führende Flüsschen Tschograi, das für den gut 20 Kilometer nordöstlich gelegenen Tschograi-Stausee am Östlichen Manytsch namensgebend ist, in den es mündet.
Arsgir ist Verwaltungszentrum des gleichnamigen Rajons Arsgir. Dem Dorfsowjet Arsgir ist neben dem Dorf noch der 15 Kilometer südwestlich gelegene Aul Baschanta zugeordnet.

## Geschichte
Zur Gründung des Dorfes Arsgir kam es auf Anordnung der Behörden des Gouvernements Stawropol am 7. Augustjul. / 19. August 1876greg., nachdem sich in dem Gebiet Bauern aus den „kleinrussischen“ Gouvernements Kiew, Poltawa und Tschernigow sowie aus Zentralrussland angesiedelt hatten. Der Ortsname ist turksprachiger Herkunft.
Im Rahmen einer Verwaltungsreform wurde Arsgir 1924 Zentrum eines neu geschaffenen Rajons. Im Zweiten Weltkrieg war Arsgir von August 1942 bis Januar 1943 von der deutschen Wehrmacht besetzt.

### Bevölkerungsentwicklung
| Jahr | Einwohner |
| ---- | --------- |
| 1939 | 11.069    |
| 1959 | 9.148     |
| 1970 | 12.291    |
| 1979 | 13.117    |
| 1989 | 15.307    |
| 2002 | 15.559    |
| 2010 | 14.722    |

Anmerkung: Volkszählungsdaten

## Wirtschaft und Infrastruktur
Hauptwirtschaftszweig des Gebietes ist die Landwirtschaft mit überwiegendem Getreideanbau sowie Rinder- und Schafshaltung. In Arsgir gibt es einen fleischverarbeitenden Betrieb und einige Unternehmen der Bauwirtschaft.
In südlicher Richtung hat Arsgir Straßenanschluss in das etwa 70 Kilometer entfernte Budjonnowsk an der Regionalstraße R263 Georgijewsk – Lagan, wo sich auch die nächstgelegene Bahnstation befindet. Nach Westen führt eine Straße in Richtung Swetlograd. In südöstlicher Richtung besteht Verbindung zu den Dörfern am etwa 50 Kilometer entfernten Kuma-Manytsch-Kanal; weiter wird ebenfalls die R263 nördlich von Neftekumsk erreicht.